# جداساز
جداسازهای پایه (base isolators) وسایلی هستند که در زیر سازهها قرار می‌گیرند و آنها را از اثرات ویرانگر ناشی از نیروی جانبی زلزله، یا نوسانات ناشی از حرکت قطارها جدا می‌کنند.
جداسازی لرزه‌ای ابزاری با سابقه در طراحی سازه‌ها است که به وسیله آن می‌توان سازه یا بخشی از آن یا حتی اجزای داخلی قرار گرفته در سازه را از اثرات مخرب شتاب زمین جداسازی نمود. یکی از اهداف جداسازی لرزه‌ای منحرف ساختن بسامد اصلی سازه از بسامدهای غالب زلزله و بسامد اصلی روسازه گیردار است. هدف دیگر از یک سیستم جداساز فراهم نمودن وسیلهای اضافی برای میراسازی انرژی و در نتیجه کاستن از شتاب منتقل شده به روسازه است. دیدگاه اصلی در این روش جداساختن سازه از زمین (عمومآ در جهت افقی) به منظور کاهش انتقال تحریک زلزله به سازه است. گستره‌ای از جداسازها شامل تکیه گاههای الاستومری (با و بدون هسته سربی)، تکیه گاه‌های اصطکاکی/لغزشی و تکیه گاه‌های غلتکی در بیست سال گذشته در کشورهایی مانند ایالات متحده، ژاپن، انگلستان، ایتالیا، نیوزیلند و غیره برای طراحی ضد لرزه ای ساختمانهای جدید زیادی به کار گرفته شده‌است.

## انواع جداسازها[۱]
- جداسازهای الاستومری
- جداسازهای اصطکاکی خالص
- جداسازهای لاستیکی
- جداسازهای آونگی اصطکاکی
- جداسازهای سرب-لاستیک
- جداسازهای کشسان-سایشی
- جداسازهای EDF